# Hełmik modrobrody
Hełmik modrobrody (Oxypogon stuebelii) – gatunek małego ptaka z rodziny kolibrowatych (Trochilidae), podrodziny paziaków (Lesbiinae). Występuje endemicznie w górach zachodnio-centralnej Kolumbii. Narażony na wyginięcie.

## Taksonomia
Po raz pierwszy gatunek opisał Adolf Bernhard Meyer w 1884 na łamach Zeitschrift für die gesammte Ornithologie na podstawie holotypu z Volcán de Tolima w centralnych Andach w Kolumbii. Nowemu gatunkowi nadał nazwę Oxypogon Stübelii. Obecnie (2020) Międzynarodowy Komitet Ornitologiczny (IOC) uznaje hełmika modrobrodego za osobny gatunek – Oxypogon stuebelii. Niektórzy autorzy uznawali go za jeden z czterech podgatunków hełmika zielonobrodego (O. guerinii); prócz IOC, także i autorzy Handbook of the Birds of the World uznają go za osobny gatunek. Od innych taksonów z rodzaju Oxypogon odróżniają go pewne szczegóły upierzenia (patrz: Morfologia).

## Morfologia

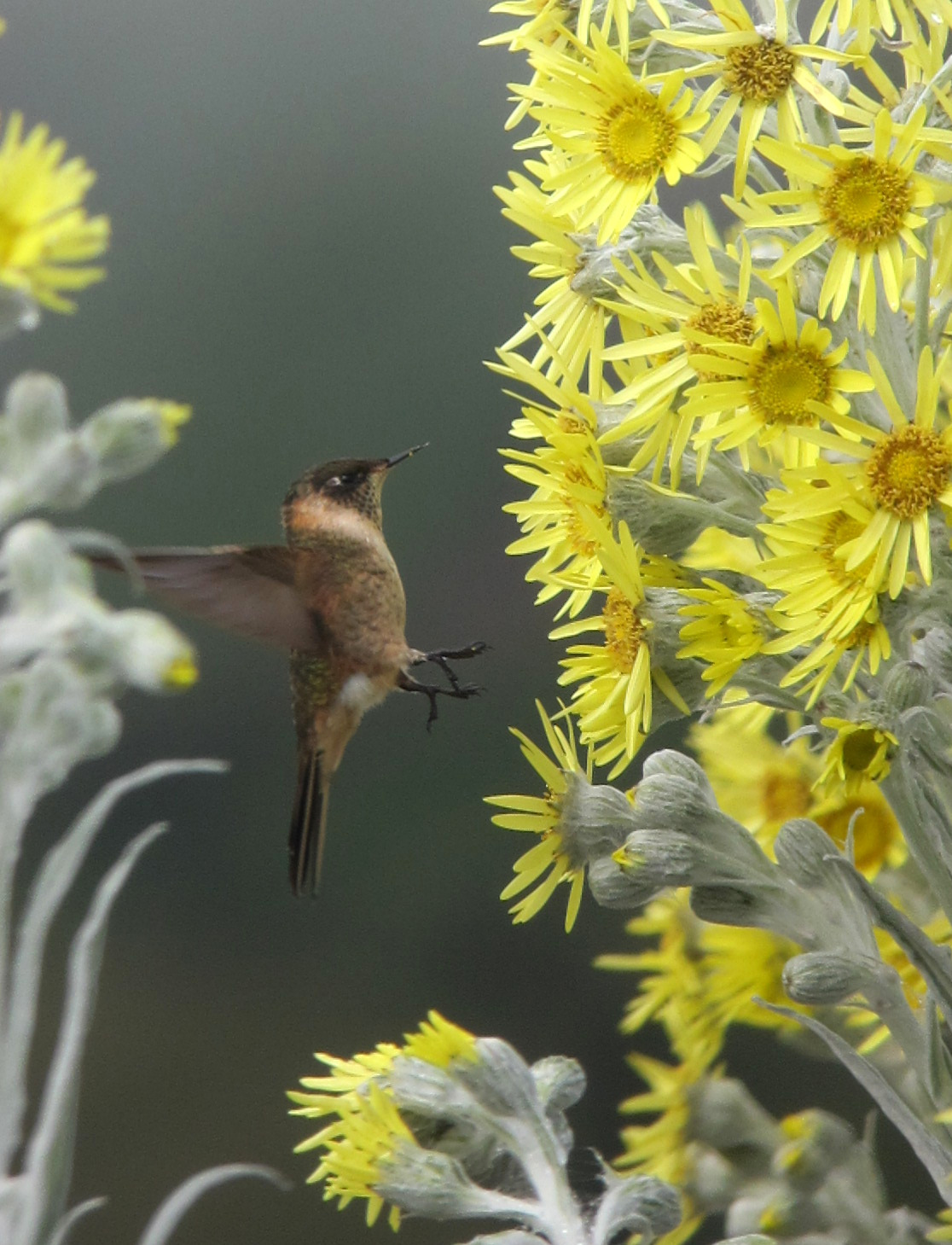
Samica

Długość ciała wynosi 11,2–12,7 cm; długość dzioba u samca: około 15 mm. U holotypu długość skrzydła wynosiła 55 mm, długość ogona 42 mm. Widoczny czub i wydłużone pióra na brodzie. Czub i gardło są niemal jasnobrązowe (czub jest czarno-brązowy, w odróżnieniu od czarno-białego u innych przedstawicieli rodzaju). Wydłużone pióra na brodzie są metalicznie zielone u nasady, ku końcowi kolor przechodzi w fioletowy. Od piersi za ucho sięga jasnobrązowa obroża; kontrastuje z czarną głową. Na zewnętrznych sterówkach występuje szeroki, brudnobiały pas.

## Zasięg występowania
Endemit zachodnio-centralnej Kolumbii; występuje w obrębie wulkanu Nevado del Ruiz na granicy departamentów Tolima i Caldas. BirdLife International szacuje zasięg występowania na 4200 km², jednak ptak ten jest rozmieszczony plamowo, a powierzchnia dogodnych dla niego siedlisk nie przekracza 400 km².

## Ekologia i zachowanie
Hełmik modrobrody występuje w górach, w przedziale wysokości 3000–4600 m n.p.m. Środowiskiem życia tych ptaków jest otwarta, wilgotna formacja paramo z rosnącymi tam przedstawicielami Espeletia (astrowate); preferują zarośla Espeletia hartwegiana. Niewiele wiadomo o ekologii tego gatunku. Często widywane są na kwiatach Espeletia schultzii. Brak informacji na temat rozrodu.

## Status
IUCN uznaje gatunek za narażony na wyginięcie (VU, Vulnerable) nieprzerwanie od 2014 (stan w 2021); wcześniej nie był klasyfikowany jako odrębny gatunek. Liczebność populacji szacuje się na 250–999 dorosłych osobników. Całość zasięgu tego gatunku zawiera się w Parku Narodowym Los Nevados. Jest dobrze chroniony, jednak nadal praktykuje się wypalanie paramo, aby uzyskać świeże pastwiska dla bydła. Pod obszarami paramo występują lokalnie uprawy ziemniaków.